# 大和武志
大和 武志（やまと たけし、1978年1月3日 - ）は男性声優。山口県出身。
井上和彦の声優教室3期生。以前は元氣プロジェクトに所属していた。

## 出演作品

### テレビアニメ
2000年
- 人造人間キカイダー THE ANIMATION（男）

2003年
- F-ZERO ファルコン伝説（2003年 - 2004年、通信士、ストリートギャングA、ババ、手下2、オクトマン）

### OVA
2002年
- 紺碧の艦隊（独・副官、独・士官）

### ドラマCD
- サクラ大戦第四期ドラマCDシリーズ Vol.4（帝都編）すみれラプソディ〜神崎すみれ引退公演〜
  - サクラ大戦 ドラマCD全集
- 先生! サウンドストーリー
- Wジュリエット（保田〈つぐみの手下〉）
- Wジュリエット stage II（弟子）
- っポイ!
- WILD ADAPTER（同僚）
- WILD ADAPTER II（コンビニ店員）

### 舞台
- 井上和彦の声優教室 第3回アトリエ公演『Dreams』（2000年1月29日 - 30日） - あつし 役（ダブルキャスト）
- 井上和彦の声優教室 第4回アトリエ公演『HEART to HEART 〜for the LOVE of YOU〜』 - 公平 役
- ちょーごーきん Entertainment Presents『地の涯ての最後の一滴 〜V ampires Strike Back!!』（2002年4月18日 - 21日、ウエストエンドスタジオ） - コスタキ 役

### ミュージカル
- 『Broadway Musical Workshop 第一回公演』
  - 第一部『レ・ミゼラブル』メドレー
  - 第二部『binboMizime de Wanderer』 - マリウス、調教師、ダイエッター、冷凍人間 役